# Never Trust a Pretty Face
Never Trust a Pretty Face (Nikada ne veruj lepom licu) je treći studijski album francuske pevačice Amande Lir, koji je januara 1979. objavila zapadnonemačka izdavačka kuća Ariola-Eurodisc. Na albumu su se našli i evropski hitovi: "Lili Marleen", "The Sphinx" i "Fashion Pack (Studio 54)".
Amanda Lir snimila ga je u saradnji sa nemačkim pevačem, kompozitorom i muzičkim producentom Tonijem Monom. Posle toga Lirova je snimila još dve nove verzije ovog albuma, 1993. i 2001. godine. Ona je najviše bila ponosna na najprodavaniji singl sa ovog albuma, "Sweet Revenge", dok su njeni fanovi i kritičari ocenili pesmu sa istoimenim naslovom kao i album, "Never Trust a Pretty Face", kao umetnički vrhunac njene internacionalne karijere.